# Igurusi
Igurusi ist ein Bezirk (Ward) des Distriktes Mbarali in der tansanischen Region Mbeya.

## Geografie

### Lage
Igurusi liegt im Südwesten von Tansania etwa 40 Kilometer östlich der Regionshauptstadt Mbeya. Der Bezirk grenzt im Norden an die Bezirke Utengule Usangu, im Osten an Itamboleo, im Westen an Kongolo Mswisi und im Süden an die Livingstone-Berge, die die Grenze zur Region Njombe bilden.
Die Fläche des Bezirks beträgt 122,5 Quadratkilometer, bei der Volkszählung 2022 wohnten 27.878 Menschen in 7947 Haushalten.

### Klima
Das Klima in Igurusi ist tropisch, Aw nach der effektiven Klimaklassifikation. Im Jahresdurchschnitt regnet es 926 Millimeter, den Großteil davon in den Monaten November bis April mit einem Maximum von 191 Millimetern im März. Die Tagesdurchschnittstemperatur schwankt zwischen 18,3 Grad Celsius im Juli und 22,5 Grad im Oktober.

## Gliederung
Der Bezirk besteht aus neun Gemeinden (Mtaa) mit 50 Orten (Kitongoji):
| Chamoto - Kibaoni - Godauni - Betania - Mpakani - Majimaji - Mkuyuni | Igurusi - Zahanati A - Zahanati B - Muungano A - Muungano B - Kabwe | Ilolo - Ilolo A - Ilolo B - Mati - Machinjioni - Mbuyuni | Lusese - Majengo mapya A - Majengo mapya B - Lusese - Masista - Kanisani | Maendeleo - Maendeleo A - Maendeleo B - Juhudi - Chemichemi - Mahakamani | Majenje - Majenje juu A - Majenje juu B - Mji mwema - Kiwanjani - Jipemoyo | Runwa - Runwa - Kanarunwa - Mashala - Mapunga - Changungwe | Rwanyo - Jangwani A - Jangwani B - Amkeni A - Amkeni B - Ruanda | Uhambule - Nganga - Kibaoni - Lyovela - Mganga - Lyamasoko - Mpogoro - Matowo - Mkwajuni - Gomoshelo |

## Wirtschaft und Infrastruktur
- Wirtschaft: Die wichtigsten wirtschaftlichen Aktivitäten sind Ackerbau, Viehzucht und Handel. Rund 7000 Landwirte bewirtschaften 10.000 Hektar und bauen vor allem Reis, Mais, Maniok, Süßkartoffeln, Zwiebeln, Paprika, Tomaten, Orangen, Avocados, Erdnüsse, Bananen und Wassermelonen an. Als Nutztiere werden überwiegend Rinder gehalten.[3]
- Bildung: In Igurusi gibt es sieben Grundschulen und eine weiterführende Schule.[3]
- Gesundheit: Ein Gesundheitszentrum im Bezirk betreut Patienten ambulant und stationär.[8]
- Straße: Durch Igurusi verläuft die asphaltierte Nationalstraße T1.[9]